# Basudebpur
Basudebpur è una città dell'India di 29.998 abitanti, situata nel distretto di Bhadrak, nello stato federato dell'Orissa. In base al numero di abitanti la città rientra nella classe III (da 20.000 a 49.999 persone).

## Geografia fisica
La città è situata a 21° 8' 7 N e 86° 44' 19 E e ha un'altitudine di 2 m s.l.m..

## Società

### Evoluzione demografica
Al censimento del 2001 la popolazione di Basudebpur assommava a 29.998 persone, delle quali 15.507 maschi e 14.491 femmine. I bambini di età inferiore o uguale ai sei anni assommavano a 4.190, dei quali 2.223 maschi e 1.967 femmine. Infine, coloro che erano in grado di saper almeno leggere e scrivere erano 18.015, dei quali 10.742 maschi e 7.273 femmine.